# Marc Tessier-Lavigne

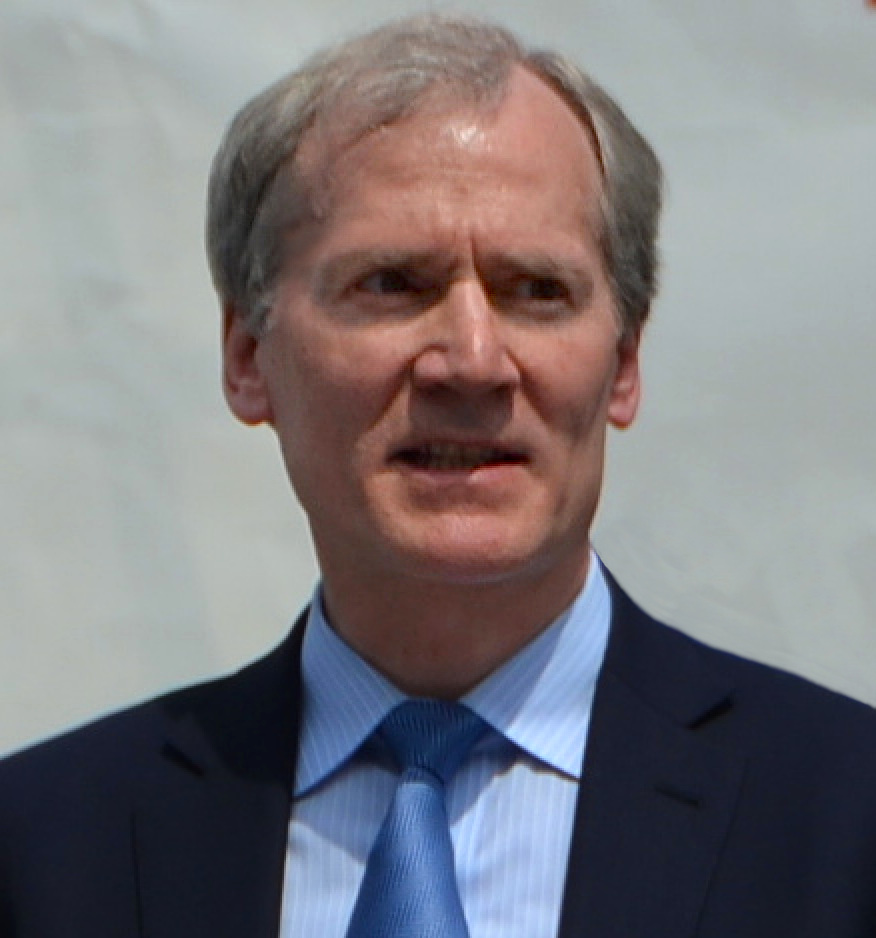
Marc Tessier-Lavigne, 2013

Marc Trevor Tessier-Lavigne (* 18. Dezember 1959 in Trenton, Ontario) ist ein frankokanadischer Neurowissenschaftler und 2016–2023 der elfte Präsident der Stanford-Universität. Davor war er der Präsident der Rockefeller University in New York.

## Leben
Tessier-Lavigne wurde zwar in Ontario, Kanada geboren, wuchs allerdings zwischen 7 und 17 Jahren in Europa auf. Er schloss sein erstes Studium an der McGill University in Physik ab. Danach besuchte er die Universität Oxford, wo er die Studien der Philosophie und Physiologie mit einem Bachelor of Arts abschloss. Er promovierte am University College London bei David Attwell.
Der Kanadier begann seine Karriere an der Universität von Kalifornien in San Francisco, wo er von 1991 bis 2001 arbeitete. Darauffolgend ging er im selben Jahr an die Universität Stanford. 2003 wurde er von Genentech als Senior Vizepräsident angestellt. Im Jahr 2011 löste Tessier-Lavigne den damaligen Präsidenten der Rockefeller University Paul Nurse ab, woraufhin er ein Team von 1.400 Forschern leitete. 2016 übernahm Tessier-Lavigne das Amt des Präsidenten der Stanford-Universität, welches zuvor von John LeRoy Hennessy besetzt wurde. Im Juli 2023 trat er zurück, nachdem ein interner Bericht in den von ihm geleiteten Forschungsgruppen ungewöhnlich viele minderwertige oder gar manipulierte Arbeiten entdeckt hatte. Tessier-Lavigne zog mehrere seiner Veröffentlichungen zurück, nachträglich im Dezember 2023 auch eine zentrale Veröffentlichung aus dem Jahr 2009.
Marc lernte seine Frau Mary während seiner Zeit als Postdoc an der Columbia University in New York kennen. Sie haben zusammen drei Kinder.
Tessier-Lavigne erhielt 1996 den Neuronal Plasticity Prize, 2010 den W. Alden Spencer Award und 2020 den Gruber-Preis für Neurowissenschaften. 2005 wurde er in die National Academy of Sciences, 2013 in die American Academy of Arts and Sciences gewählt, 2017 in die American Philosophical Society.